# Nhử mồi (Phim truyền hình TVB)
Nhử mồi (tiếng Anh: On-Lie Game, tiếng Trung: 迷網, tên cũ: Võng lạc biện án), là phim truyền cảnh sát hiện đại điều tra được sản xuất bởi đài truyền hình TVB Hong Kong. Các diễn viên chính Dương Minh, Cao Hải Ninh và Trần Hiểu Hoa, thứ chính Chu Mẫn Hãn, Khương Đại Vệ, Mã Hải Luân, Huỳnh Tường Hưng, Lý Thành Xương và Dương Ngọc Mai. Biên thẩm Trịnh Thành Võ, giám chế Vương Vĩ Nhân.

## Nội dung
Thanh tra Cấp cao Tổ Phòng chống Tội phạm Công nghệ - Tư Đồ Trung (do Dương Minh đóng), sinh trưởng trong một gia đình gương mẫu, có cha là bác sĩ Đông y - Tư Đồ Trầm (do Khương Đại Vệ đóng), mẹ là cảnh sát đã về hưu - Mạc Tuyết Phương (do Mã Hải Luân đóng), được người người yêu mến và ngưỡng mộ. Cấp dưới của anh - Tiêu Mỹ Đình (do Trần Hiểu Hoa đóng), được cha yêu thương từ nhỏ, có bạn trai hết sức chiều chuộng, sống trong vui vẻ, không lo âu.
Bằng tài trí và tiểu xảo, Trung và Đình hợp sức, phá được nhiều vụ án lừa đảo qua mạng. Mặc dù vậy, Đình vẫn không hiểu nổi vì sao Trung thường khắt khe với mình mỗi khi cô cười nhạo những nạn nhân cả tin. Cho đến một ngày, chính Đình rơi vào bẫy của bọn tội phạm công nghệ cao, làm liên lụy đến cha già.
Lúc Đình đau khổ nhất, luôn có Trung bên cạnh. Đình bắt đầu có cảm tình với anh, nhưng không dám thổ lộ vì sự xuất hiện của Trương Tuệ (do Cao Hải Ninh đóng). Chia tay đã lâu, Tuệ cũng đã lập gia đình, nhưng cuộc sống của cô với chồng, là Thẩm Tử Hạo (do Huỳnh Trường Hưng đóng), không hạnh phúc. Hôn nhân của họ đứng bên bờ vực tan vỡ. Quá đỗi cô đơn, Tuệ tìm Trung để nối lại tình xưa, nghĩa cũ.
Các vụ lừa đảo ngày càng tinh vi, đánh trúng tâm lý cần tiền nhanh của đại đa số người dân. Ngay cả người thân của Trung, Đình, Tuệ cũng không thoát khỏi. Trong đó, nổi tiếng nhất là vụ "Vàng Luân-Đôn", làm náo loạn cả thành phố. Vì tiền, người ta sẵn sàng bán đứng gia đình, bạn bè, sẵn sàng hãm hại và triệt hạ lẫn nhau. Trung và Đình kề vai sát cánh, quyết sống chết với "cơn bão" này

## Diễn viên

### Cục Phòng chống Tội phạm Công nghệ và An ninh mạng (CSTCB - Cyber Security and Technology Crime Bureau)

#### Tổ Phòng chống Tội phạm Công nghệ (Technology Crime Division)
| Diễn viên       | Vai diễn        | Miêu tả |
| --------------- | --------------- | --- |
| Thái Khang Niên | Đàm Dục Đức     | Sếp Đàm Cảnh ti Cấp trên của Tư Đồ Trung và Tiêu Mỹ Đình |
| Dương Minh      | Tư Đồ Trung     | Sếp Tư Đồ, Sunny Thanh tra Cao cấp Người đàm phán của Đội Đàm phán Cảnh sát Cấp dưới của Đàm Dục Đức Cấp trên của Tiêu Mỹ Đình Cấp trên, bạn của Chiêm Chí Hào Xem tại Nhà họ Tư Đồ |
| Trần Hiểu Hoa   | Tiêu Mỹ Đình    | Madame Tiêu, Denise Thanh tra Tập sự, sau này được thăng chức thành Thanh tra Cấp dưới của Tư Đồ Trung Xem tại Nhà họ Tiêu                                                          |
| Thái Quốc Uy    | Chiêm Chí Hào   | Sếp Chiêm, Jim, A Chiêm Trung sĩ Cấp dưới, bạn của Tư Đồ Trung Cấp dưới của Tiêu Mỹ Đình Cấp trên của Tăng Gia Minh, Triệu Bách Kiên và Phương Khả Hân                              |
| Lý Hào          | Tăng Gia Minh   | Cảnh viên Cấp dưới của Tư Đồ Trung, Tiêu Mỹ Đình và Chiêm Chí Hào Cấp trên của Triệu Bách Kiên và Phương Khả Hân                                                                    |
| Quan Tử Dương   | Triệu Bách Kiên | Rocky Cảnh viên Cấp dưới của Tư Đồ Trung, Tiêu Mỹ Đình và Chiêm Chí Hào |
| Ngô Gia Nghi    | Phương Khả Hân  | Fion Cảnh viên Cấp dưới của Tư Đồ Trung, Tiêu Mỹ Đình và Chiêm Chí Hào |

### Nhà họ Tư Đồ
| Diễn viên               | Vai diễn         | Miêu tả |
| ----------------------- | ---------------- | --- |
| Đặng Gia Kiệt (lúc trẻ) | Tư Đồ Trầm       | Chú Trầm, A Trầm Bác sĩ Đông y tại Nhà thuốc Minh Xuân Đường / Chủ tịch Hiệp hội Cư dân Cộng đồng Tây Cửu Long Sinh năm 1952 Chồng của Mạc Tuyết Phương Ba của Tư Đồ Trung và Tư Đồ Chánh Bạn của Châu Tích Căn |
| Khương Đại Vệ           | Tư Đồ Trầm       | Chú Trầm, A Trầm Bác sĩ Đông y tại Nhà thuốc Minh Xuân Đường / Chủ tịch Hiệp hội Cư dân Cộng đồng Tây Cửu Long Sinh năm 1952 Chồng của Mạc Tuyết Phương Ba của Tư Đồ Trung và Tư Đồ Chánh Bạn của Châu Tích Căn |
| Tào Tư Thi (lúc trẻ)    | Mạc Tuyết Phương | Chị Đôi Tám Cựu Cảnh viên quân trang đã nghỉ hưu của quận Cửu Long Thành Sinh năm 1954 Vợ của Tư Đồ Trầm Mẹ của Tư Đồ Trung và Tư Đồ Chánh Cho Hà Thế Hiên thuê nhà từ tập 6 trở đi Bạn của Châu Cung Mộng Điệp, nhưng họ đã trở thành kẻ thù sau khi Tuyết Phương gửi nhầm tin nhắn vào nhóm chat của Hiệp hội Cư dân làm tiết lộ tuổi thật của Châu Cung Mộng Điệp. Trong tập 3, họ đã hòa giải và trở thành chị em tốt Tác hợp Tư Đồ Trung và Tiêu Mỹ Đình Tên nhân vật đồng âm với từ: Đừng nói dối |
| Mã Hải Luân             | Mạc Tuyết Phương | Chị Đôi Tám Cựu Cảnh viên quân trang đã nghỉ hưu của quận Cửu Long Thành Sinh năm 1954 Vợ của Tư Đồ Trầm Mẹ của Tư Đồ Trung và Tư Đồ Chánh Cho Hà Thế Hiên thuê nhà từ tập 6 trở đi Bạn của Châu Cung Mộng Điệp, nhưng họ đã trở thành kẻ thù sau khi Tuyết Phương gửi nhầm tin nhắn vào nhóm chat của Hiệp hội Cư dân làm tiết lộ tuổi thật của Châu Cung Mộng Điệp. Trong tập 3, họ đã hòa giải và trở thành chị em tốt Tác hợp Tư Đồ Trung và Tiêu Mỹ Đình Tên nhân vật đồng âm với từ: Đừng nói dối |
| Dương Minh              | Tư Đồ Trung      | Sunny, A Trung Thanh tra Cao cấp của Tổ Phòng chống Tội phạm Công nghệ Người đàm phán của Đội Đàm phán Cảnh sát Sinh năm 1984 Con trai cả của Tư Đồ Trầm và Mạc Tuyết Phương Anh trai của Tư Đồ Chánh Học sinh của Tiêu Phú Toàn Đàn anh trong trường cũ của Giang Tông Diệu Bạn trai cũ của Trương Tuệ, đã cầu hôn với cô vào năm 2016 và trở thành chồng của cưới của cô. Sau khi chia tay, họ đã gặp lại nhau trong tập 2 Cấp trên của Tiêu Mỹ Đình và có tình cảm với cô                            |
| Lâu Gia Hào             | Tư Đồ Chánh      | A Chánh Sinh viên đại học Sinh năm 1997 Con trai út của Tư Đồ Trầm và Mạc Tuyết Phương Em trai của Tư Đồ Trung Bạn thân của Hà Thế Hiên Bạn học cùng lớp đại học của Nguyễn Yến Tinh và có tình cảm với cô |

### Nhà thuốc Minh Xuân Đường
| Diễn viên      | Vai diễn            | Miêu tả |
| -------------- | ------------------- | --- |
| Lý Thành Xương | Châu Tích Căn       | Chú Căn, Lão Châu, Ông chủ Châu Ông chủ Sinh năm 1957 Chồng của Châu Cung Mộng Điệp Chú của Hà Thế Hiên Bạn của Tư Đồ Trầm |
| Dương Ngọc Mai | Châu Cung Mộng Điệp | Mộng Điệp, Bà chủ Châu, Dì Điệp (tên đặc biệt được gọi bởi Hà Thế Hiên) Bà chủ Sinh năm 1966 Vợ của Châu Tích Căn Dì của Hà Thế Hiên Chị em tốt của Mạc Tuyết Phương nhưng vì Tuyết Phương gửi nhầm tin nhắn vào nhóm chat của Hiệp hội Cộng đồng làm lộ tuổi thật của Mộng Điệp, sau này họ đã trở lại làm chị em tốt trong tập 3 |
| Khương Đại Vệ  | Tư Đồ Trầm          | Bác sĩ Đông y Xem tại Nhà họ Tư Đồ |
| Trần Địch Khắc | A Kính              | Chú Kính Bạn bè |
| Lưu Bái Ninh   | A Linh              | Chị Linh Bạn bè |

### Nhà họ Thẩm
| Diễn viên        | Vai diễn    | Miêu tả |
| ---------------- | ----------- | --- |
| Huỳnh Tường Hưng | Thẩm Tử Hạo | Michael Phó tổng tài Công ty Phiếm Dịch, thực chất là kẻ đứng sau Tập đoàn Lừa đảo Vàng Luân-Đôn Sinh năm 1981 Chồng của Trương Tuệ, đã kết hôn hai năm trước, cả hai ly hôn trong tập 20 Đối tác kinh doanh của Quan Vĩnh Tâm Đã xuất hiện trong tập 2, xuất hiện chính thức trong tập 5 |
| Cao Hải Ninh     | Trương Tuệ  | Vincy, Chị Vincy (tên đặc biệt được gọi bởi Tư Đồ Chánh), Chị Thẩm Làm việc trong Tiệm Áo cưới với tư cách là người điều phối đám cưới chính, cấp dưới của bà Âu Sinh năm 1987 Vợ của Thẩm Tử Hạo, kết hôn vào hai năm trước và ly hôn trong tập 20 Bạn gái cũ của Tư Đồ Trung, đã được anh cầu hôn vào năm 2016 và trở thành vợ sắp cưới của anh. Sau khi chia tay, họ gặp lại nhau trong tập 2 Làm hòa với Mạc Tuyết Phương trong tập 24 Đồng nghiệp, bạn của Chung Tiểu Mỹ Đồng nghiệp, bạn của Trần Thiến Mẫn, vì Thiến Mẫn dụ dỗ Luật sư Hứa nên Trương Tuệ đã luôn chống đối cô Xuất hiện trong tập 2 |

### Nhà họ Tiêu
| Diễn viên     | Vai diễn      | Miêu tả |
| ------------- | ------------- | --- |
| Vu Dương      | Tiêu Phú Toàn | Hiệu trưởng Tiêu Hiệu trưởng đã nghỉ hưu Cha của Tiêu Mỹ Đình Hiệu trưởng trong trường trung học của Tư Đồ Trung và Giang Tông Diệu Xuất hiện trong tập 3 Được chẩn đoán bị đục thủy tinh thể trong tập 15 |
| Trần Hiểu Hoa | Tiêu Mỹ Đình  | Madame Tiêu, Denise Thanh tra Tập sự tại Tổ Phòng chống Tội phạm Công nghệ, sau đó được thăng chức làm Thanh tra chính thức Sinh năm 1994 Cựu nhân viên của Tổng Công ty Công nghệ Thông tin Từng tham gia cuộc thi sắc đẹp sau khi tốt nghiệp đại học và chính thức nộp đơn vào làm cảnh sát sau khi thi trượt cuộc thi sắc đẹp Con gái của Tiêu Phú Toàn Bạn gái của Cao Tuấn Kiệt, được anh cầu hôn trong tập 19 và trở thành vợ sắp cưới của anh, sau đó cả hai đã chia tay Cấp dưới của Tư Đồ Trung và có tình cảm với anh Xuất hiện trong tập 2 |

### Công ty Mua sắm Trực tuyến Lucky One
| Diễn viên       | Vai diễn       | Miêu tả |
| --------------- | -------------- | --- |
| Đàm Vĩ Quyền    | Martin Âu      | Ông chủ của Cao Tuấn Kiệt, là nguyên nhân chính luôn khiến mọi người cảm thấy mệt mỏi, chán nản |
| Chu Mẫn Hãn     | Cao Tuấn Kiệt  | Eric Công tử nhà giàu, cha mẹ đều đã mất Nhân viên phòng An ninh mạng của công ty Mua sắm Trực tuyến Lucky One Sinh năm 1992 Cấp dưới của Martin Âu Bạn trai của Tiêu Mỹ Đình, đã cầu hôn cô trong tập 19 và trở thành chồng sắp cưới của cô, sau đó cả hai đã chia tay Cháu và cũng là con nuôi của Cao Tuấn Hiền Xuất hiện lần đầu trong tập 5 Từ chức trong tập 15, gia nhập công ty của Hoắc Thiên Duệ Tập 22 bị Hoắc Thiên Duệ lừa 18 triệu, sau đó say rượu gặp tai nạn nổ xe và chết |
| Lâm Cảnh Trình  | Phùng Quốc Hoa | Cựu nhân viên Công ty Mua sắm Trực tuyến Lucky One, đã bị Martin sa thải Đã bị bắt trong tập 9 (xuất hiện trong tập 7 và tập 9) |
| Tô Trác Ân      | Adam           | Nhân viên Công ty Mua sắm Trực tuyến |
| Trâu Triệu Đình | Peter          | Nhân viên Công ty Mua sắm Trực tuyến |
| Lương Văn Úy    | Sandy          | Nhân viên Công ty Mua sắm Trực tuyến |
| Âu Hiến Vĩ      | Anh Lư         | Cấp dưới của Cao Tuấn Kiệt Bị Martin bắt trong tập 15 |

### Công ty Điện ảnh Tam Thượng
- Công ty này là lớp vỏ của một tổ chức lừa đảo trên mạng, và đã bị giải tán trong tập 17 khi Quách Văn Long và đồng bọn của hắn bị bắt

| Diễn viên      | Vai diễn       | Miêu tả |
| -------------- | -------------- | --- |
| Hà Khải Nam    | Quách Văn Long | A Long, Anh Long Chủ mưu của Tổ chức Lừa đảo Mạng / Chủ sở hữu của Công ty Điện ảnh Tam Thượng Thuê Hà Thế Hiên trong tập 9 Cùng với những đồng bọn khác bắt cóc Hà Thế Hiên trong tập 17 |
| Đổng Kính Văn  | Mã Cơ          | A Cơ, Anh Cơ Nhân viên Bộ phận Sản xuất của Công ty Điện ảnh Tam Thượng Đi theo Quách Văn Long Trong tập 17, anh cùng Quách Văn Long bắt cóc Hà Thế Hiên nhưng bị cảnh sát chặn lại và bắt giữ |
| Dung Thiên Hữu | Hà Thế Hiên    | Thế Hiên, A Hiên, Cậu Hiên Nhà biên kịch truyền hình / Biên kịch của Công ty Điện ảnh Tam Thượng Cháu trai của Châu Cung Mộng Điệp và Châu Tích Căn Thuê nhà của Mạc Tuyết Phương từ tập 6 trở đi Trong tập 9, Quách Văn Long thuê anh làm biên kịch phim nhưng thực chất Văn Long là kẻ lừa đảo. Đến tập 12, Thế Hiên phát hiện ra công việc biên kịch thực chất là một sự che đậy Gặp Trương Tuệ ngoài đời trong tập 15 và yêu cô từ cái nhìn đầu tiên Trong tập 16, Thế Hiên lừa Hà Chỉ Nhân 200000 CNY (Nhân Dân Tệ) khiến cô tự tử. Điều đó khiến anh cảm thấy tội lỗi và định rời bỏ công ty của Văn Long nhưng anh bị từ chối và đánh đập Trong tập 17, anh định rời khỏi Hồng Kông nhưng bị Quách Văn Long và đồng bọn bắt cóc, cuối cùng anh bị công an bắt giữ |
| Quách Thiên Du | Cindy          | Lễ tân kiêm thư ký của Quách Văn Long Bị cảnh sát bắt trong tập 15 (xuất hiện từ tập 8-10 và tập 17) |
| Trình Hạo Tuấn |                | Đi theo Quách Văn Long Bị cảnh sát bắt trong tập 15 |
| Lâm Hạo Văn    |                | Đi theo Quách Văn Long Bị cảnh sát bắt trong tập 15 |

### Các diễn viên khác
| Diễn viên          | Vai diễn                                                      | Miêu tả |
| ------------------ | ------------------------------------------------------------- | --- |
| Trang Tư Mẫn       | Quan Vĩnh Tâm                                                 | Mary, Chủ tịch Quan, Cô Quan Đối tác kinh doanh của Thẩm Tử Hạo, sau này trở thành tình nhân của anh ta, có quan hệ tình cảm với anh trong tập 14 và sau đó phản bội anh Tình địch của Trương Tuệ Xuất hiện trong tập 6 |
| Đặng Y Đình        | Chung Tiểu Mỹ                                                 | Brenda Điều phối viên Đám cưới Cấp cao tại Tiệm Áo cưới Đồng nghiệp, bạn của Trương Tuệ Bạn gái của Richard, người đã lừa cô để trả hết tiền nợ cho anh ta, Tiểu Mỹ đã chia tay anh ta sau khi Trương Tuệ phát hiện sự thật |
| Châu Phỉ Phỉ       | Nguyễn Yến Tinh                                               | Bạn cùng lớp đại học của Tư Đồ Chánh và là người mà anh thầm yêu Xuất hiện trong tập 9 |
| Bàng Tường Linh    | Trần Thiến Mẫn                                                | Ada Nhân viên nữ của Tiệm Áo cưới, được thăng chức lên làm Điều phối viên Đám cưới Cấp cao trong tập 14 Đồng nghiệp, bạn của Trương Tuệ Quyền rũ, dụ dỗ, lợi dung luật sư Hứa, từ chức sau khi bị vợ của luật sư Hứa đánh trong tập 20 |
| Châu Lạc Danh      | Deep                                                          | Nhiếp ảnh gia của Tiệm Áo cưới |
| Dư Ứng Đồng        | Jet                                                           | Trợ lý Nhiếp ảnh gia của Tiệm Áo cưới |
| Tăng Hàng Sanh     | Hoắc Thiên Duệ                                                | Raymond, Anh Hoắc Giám đốc Điều hành của một Công ty Wiseye Cyber nhưng thực chất là lãnh đạo của một bang nhóm xã hội đen Cấp trên của Jimmy, Giang Tông Diệu, Trang Giới Địch, A Miêu Trong tập 15, ông đã mời Cao Tuấn Kiệt gia nhập công ty của mình                                                                                           |
| Tạ Khả Đật         | Lục Chí Trường                                                | Samuel Trưởng phòng Nghiệp vụ Công ty Wiseye Cyber, Phó tổng tài Công ty Phiếm Dịch Thủ hạ của Hoắc Thiên Duệ Bạn của Cao Tuấn Kiệt (xuất hiện từ tập 15-18 và tập 20) |
| Tăng Tuệ Vân       | Chị Mai                                                       | Hàng xóm |
| Lưu Quế Phương     | Lan Di                                                        | Hàng xóm |
| Tô Lệ Minh         | Chị Cúc                                                       | Hàng xóm |
| Huỳnh Tử Vĩ        | Susan                                                         | Hàng xóm |
| Tần Khải Duy       | Anh Ngưu                                                      | Ông chủ Cửa hàng Tạp hóa / Phó chủ tịch Hiệp hội Cộng đồng Cư dân Tây Cửu Long Hàng xóm Tình nhân của Gia Bích Trong tập 19, anh ta cùng Gia Bích đã thông đồng với nhau ăn cắp và tung lên mạng bán lậu 100 vé ca nhạc |
| Doãn Thi Bái       | Chị Ngưu                                                      | Bà chủ Cửa hàng Tạp hóa Hàng xóm |
| Lương Gia Vịnh     | Cô Trần                                                       | Hàng xóm |
| Diệp Khải Nhân     |                                                               | Hàng xóm |
| Trương Vĩ Đằng     |                                                               | Hàng xóm |
| Dung Diên Viên     |                                                               | Hàng xóm |
| Huỳnh Vinh Sân     |                                                               | Hàng xóm |
| Dương Gia Bửu      |                                                               | Cảnh sát mặc đồng phục |
| Châu Gia Toàn      |                                                               | Cảnh sát mặc đồng phục |
| Trần Gia Tuệ       | Gia Bích                                                      | Tự nhận là họ hàng của anh Ngưu nhưng thực sự là tình nhân của anh Ngưu Trong tập 19, Gia Bích và anh Ngưu cấu kết với nhau ăn cắp 100 vé ca nhạc rồi tung lên mạng bán lậu Kết hợp cùng Mạc Tuyết Phương để có một buổi hẹn hò bí mật với Tư Đồ Trung (trong tập 8-9, 15-16, 18-20)                                                               |
| Đường Gia Lân      | Giang Tông Diệu                                               | Công Tử Coin, Tông Diệu Sinh ngày 8 tháng 7, 1992 Đàn em trong trường cũ của Tư Đồ Trung Học sinh của Tiêu Phú Toàn Anh ta bị bắt vì tội ăn cắp nhiều năm trước, sau đó được Tư Đồ Trung giới thiệu việc làm tại một tiệm sửa xe Bị bắt tập 14 Được xây dựng dựa trên nhân vật có thật: Phùng Quang Thanh "Tiền Thiếu gia" (xuất hiện từ tập 9-14) |
| Ngô Triển Hoa      |                                                               | Người lao động bất hợp pháp (xuất hiện trong tập 1, 3, 5) |
| Lê Khoan Di        |                                                               | Người lao động bất hợp pháp (xuất hiện trong tập 1, 3, 5) |
| Trần Tiễn Hạo      |                                                               | Người lao động bất hợp pháp (xuất hiện trong tập 1, 3, 5) |
| Lý Hiển Diệu       |                                                               | Người lao động bất hợp pháp (xuất hiện trong tập 1, 3, 5) |
| Quỷ Trủng          | Lâm Sai Vượng                                                 | Thiên Cửu Thủ lĩnh băng đản giang hồ tại Thái Lan (xuất hiện trong tập 1, 5) |
| Khâu Tử Khiêm      |                                                               | Cặp đôi trẻ (xuất hiện trong tập 1) |
| Mạch Hạo Nhi       |                                                               | Cặp đôi trẻ (xuất hiện trong tập 1) |
| Châu Tử Doanh      | Giản Mỹ Ngọc                                                  | Coco Nạn nhân của lừa đảo Internet (xuất hiện từ tập 1-3) |
| Chúc Văn Quân      | Bà Giản                                                       | Mẹ của Giản Mỹ Ngọc (xuất hiện từ tập 1-3) |
| Huỳnh Kiến Đông    | Lưu Vịnh Thông                                                | A Thông Kế toán bị tâm thần Vịnh Thông dự định trở thành một kế toán sau khi tốt nghiệp nhưng do bị lừa đảo mạng hết tiền học phí nên trở nên điên loạn (xuất hiện trong tập 1) |
| Bàng Mỹ Thường     | Bà Lưu                                                        | Mẹ của Lưu Vịnh Thông (xuất hiện trong tập 1) |
| Huỳnh Dĩnh Quân    | Bà Bình                                                       | Hàng xóm (xuất hiện từ tập 1-3 và tập 19) |
| Dư Phú Căn         | William                                                       | Thư ký (xuất hiện trong tập 1) |
| Vương Tuấn Đường   | Đặng Bỉnh Hùng                                                | Anh họ Anh họ của Châu Cung Mộng Điệp (xuất hiện từ tập 2-3) |
| Hoắc Kiện Bang     | Anh Cường                                                     | Ông chủ tiệm sửa xe (xuất hiện trong tập 2 và tập 12) |
| Đỗ Đại Vĩ          | Giáo sư Vu                                                    | Tổ chức hội thảo về sức khỏe để bán Germani, sau đó bị bắt trong tập 3 |
| Châu Lệ Hân        | Thái Thục Nga                                                 | A Nga Thu ngân Cửa hàng bán trà Em gái của Thái Thục Trinh Có con trai (xuất hiện từ tập 3-5) |
| Hà Vịnh Thược      |                                                               | Nhân viên (xuất hiện trong tập 3) |
| Dương Gia Hân      |                                                               | Nhân viên (xuất hiện trong tập 3) |
| Chân Vịnh San      | Thái Thục Trinh                                               | Chị gái của Thái Thục Nga (xuất hiện từ tập 3-5) |
| Diệp Thiến Văn     | Tử Tình                                                       | Joyce Vợ của Chiêm Chí Hào (xuất hiện từ tập 3-4, 11 và 19) |
| Nguyễn Nhi         | Trương Phi Phi                                                | Nhân viên quán cà phê / Người nổi tiếng trên mạng (xuất hiện trong tập 4) |
| Đặng Vĩnh Kiện     | Vương Gia Uy                                                  | (xuất hiện trong tập 4) |
| Tăng Hải Xương     |                                                               | Bạn bè (xuất hiện trong tập 4) |
| Trần Tuấn Kiên     |                                                               | Bạn bè (xuất hiện trong tập 4) |
| Giản Gia Kỳ        |                                                               | Bạn bè (xuất hiện trong tập 4) |
| Tiêu Khải Hân      |                                                               | Bạn bè (xuất hiện trong tập 4) |
| Huỳnh Hạo Đình     |                                                               | Một trong những người bạn (xuất hiện trong tập 4) Một trong những người đàn ông đẹp trai (xuất hiện trong tập 7) |
| Lý Tử Khiêm        |                                                               | Một trong những người bạn (xuất hiện trong tập 4) Một trong những người đàn ông đẹp trai (xuất hiện trong tập 7) |
| Lợi Dĩnh Di        | Candy                                                         | Bạn của Trương Tuệ và Chung Tiểu Mỹ (xuất hiện từ tập 5, 7-8, 10) |
| Trần Tĩnh Vân      | Daisy                                                         | Bạn của Trương Tuệ và Chung Tiểu Mỹ (xuất hiện từ tập 5, 7-8, 10) |
| Bạch Vân           | Tiểu Hồng                                                     | Người thuê nhà trước đây của Mạc Tuyết Phương Nhân viên Massage chân (xuất hiện từ tập 5-6) |
| Lưu Gia Thông      | Andy                                                          | (xuất hiện trong tập 5, 10) |
| Diêu Hoằng Viễn    |                                                               | Một trong những người bạn (xuất hiện trong tập 5, 10) |
| Diêu Hoằng Viễn    | Một trong những người đàn ông mạnh mẽ (xuất hiện trong tập 8) | |
| Huỳnh Nhuận Thành  |                                                               | Một trong những người bạn (xuất hiện trong tập 5, 10) |
| Trịnh Khải Thái    | Chú Hiền                                                      | Ryan (xuất hiện trong tập 5 và tập 19) |
| Chu Hồi Lâm        | Richard                                                       | Bạn trai của Chung Tiểu Mỹ và anh ta đã lừa tiền cô, sau đó cả hai chia tay vì Trương Tuệ phát hiện âm mưu lừa tiền của anh ta (xuất hiện trong tập 5, 7-8) |
| Thang Tuấn Minh    | Tony Mã                                                       | Thông đồng với Phùng Quốc Hoa làm hại Công ty Mua sắm Trực tuyến Lucky One Bị bắt giữ trong tập 9 (xuất hiện từ 7-9) |
| Thiệu Trác Nghiêu  |                                                               | Nhà sản xuất (xuất hiện trong tập 7) |
| Thiệu Trác Nghiêu  | Giang hồ (xuất hiện trong tập 9)                              | |
| Lý Gia Tấn         |                                                               | Giám đốc (xuất hiện trong tập 7) |
| Mạc Gia Cam        | Anh Gia Huy                                                   | (xuất hiện trong tập 7) |
| Giang Phú Cường    |                                                               | Diễn viên võ thuật đóng thế (xuất hiện trong tập 7 và tập 17) |
| Diệp Gia Hoằng     |                                                               | Người say rượu (xuất hiện trong tập 7) |
| Từ Mai Văn         |                                                               | Người phụ nữ giàu có (xuất hiện trong tập 7) |
| Hồ Mỹ Di           | Anna                                                          | (xuất hiện trong tập 8) |
| Khâu Chỉ Vy        |                                                               | Vợ của Martin (xuất hiện trong tập 8) |
| Lý Thiện Hằng      | John                                                          | (xuất hiện trong tập 9) |
| Ngụy Huệ Văn       | Bỉnh                                                          | Giang hồ (xuất hiện từ tập 9-10, 12-13, 15-17) |
| Lương Bá Xuyên     | Khang                                                         | Bạn học cùng lớp đại học của Tư Đồ Chánh (xuất hiện từ tập 9, 11-14) |
| La Vĩnh Kiện       | Kiện                                                          | Bạn học cùng lớp đại học của Tư Đồ Chánh (xuất hiện từ tập 9, 11-14) |
| Thẩm Ái Lâm        | Hoa                                                           | Bạn học cùng lớp đại học của Tư Đồ Chánh (xuất hiện từ tập 9, 11-14) |
| Trương Thi Hân     | Miêu                                                          | A Miêu Bạn của Giang Tông Diệu Bị bắt trong tập 14 (xuất hiện từ tập 9-11, 13-14) |
| Phùng Dịch Sâm     | Trang Giới Địch                                               | A Địch Bạn của Giang Tông Diệu Phản bội Giang Tông Diệu trong tập 14 (xuất hiên từ tập 9-11, 13-14) |
| Mạnh Hy Lân        | Triều Lan                                                     | (xuất hiện trong tập 10) |
| Trần Uyển Hoành    | Hoa Mạn                                                       | (xuất hiện trong tập 10) |
| Thiệu Triển Bằng   | Cao                                                           | Giang hồ (xuất hiện trong tập 10, 12, 15, 17) |
| Phùng Tố Ba        | Bà Giang                                                      | Mẹ của Giang Tông Diệu (xuất hiện trong tập 10, 12, 14) |
| Huỳnh Vĩ Đường     |                                                               | (xuất hiện trong tập 12) |
| Trương Vi Di       | Bà Hứa                                                        | Vợ của Luật sư Hứa (xuất hiện trong tập 12, 20) |
| Du Lương Duy       | Luật sư Hứa                                                   | Luật sư cấp cao Bị quyến rủ bởi Trần Thiến Mẫn, sau đó trở thành người yêu của cô (xuất hiện trong tập 12) |
| Huỳnh Đắc Sanh     | Jimmy                                                         | Anh Jimmy Thành viên băng đảng giang hồ Giúp đỡ Hoắc Thiên Duệ theo dõi vụ án lừa đảo tiền trên mạng do Giang Tông Diệu lên kế hoạch |
| Hà Tấn Lạc         |                                                               | Đàn em của Jimmy (xuất hiện trong tập 12, 14, 20) |
| Ngũ Lễ Khiên       |                                                               | Đàn em của Jimmy (xuất hiện trong tập 12, 14, 20) |
| Thẩm Khả Hân       | Bà Âu                                                         | Cấp trên của Trương Tuệ (xuất hiện trong tập 13, 20) |
| Lâm Tuấn Kỳ        | Kelvin                                                        | (xuất hiện trong tập 13, 14) |
| Dịch Vũ Hàng       | Jack William                                                  | Nghệ sĩ đường phố Được Giang Tông Diệu thuê làm người đóng giả Jon Stark (người phát minh ra tiền ảo) và tham gia vào vụ lừa đảo tiền mạng Bị bắt trong tập 14 (xuất hiện trong tập 13, 14) |
| Ngô Ỷ San          | Lý Bội Đình                                                   | (xuất hiện trong tập 14) |
| Huỳnh Văn Ý        |                                                               | Phóng viên tin tức (xuất hiện từ tập 14-17) |
| Ngô Thiên Hựu      | Gilbert                                                       | Một trong những người bạn của Cao Tuấn Kiệt và Samuel (xuất hiện trong tập 15) |
| Đỗ Ái Ân           | Ceci                                                          | Một trong những người bạn của Cao Tuấn Kiệt và Samuel (xuất hiện trong tập 15) |
| Lý Ỷ Văn           | Hà Chỉ Nhân                                                   | June Người dùng ứng dụng hẹn hò trực tuyến (Love GPS) Tự tử bằng cách nhảy lầu từ một tòa chung cư sau khi bị lừa 200000 RMB (Nhân Dân Tệ) bởi một câu chuyện tình yêu (xuất hiện từ tập 15-16) |
| Mạc Vĩ Văn         | Ông Hà                                                        | Ba của Hà Chỉ Nhân (xuất hiện từ tập 15-16) |
| Lưu Gia Kỳ         |                                                               | Lễ tân / Thư ký (xuất hiện trong tập 16, 19-20) |
| Phương Thiệu Thông |                                                               | Nhân viên (xuất hiện trong tập 16, 19-20) |
| Đàm Trác Thăng     |                                                               | Nhân viên (xuất hiện trong tập 16, 19-20) |
| Triệu Bích Du      | Joey                                                          | (xuất hiện trong tập 16, 19-20) |
| Ngô Bội Như        |                                                               | Người dẫn chương trình (xuất hiện trong tập 16) |
| Diêu Binh          | Hàn Sanh                                                      | (xuất hiện từ tập 17-18, 20) |
| Huỳnh Diệu Anh     |                                                               | Người dẫn chương trình "Giải thưởng Tinh hoa Công nghệ Châu Á" (xuất hiện trong tập 18) |
| Dương Thuỵ Lân     | John                                                          | (xuất hiện trong tập 18) |
| Trần Gia Gia       | Wendy                                                         | (xuất hiện trong tập 18) |
| Trần Dĩnh Hy       |                                                               | Chị em gái (xuất hiện trong tập 19) |
| Hà Bội Dân         |                                                               | Chị em gái (xuất hiện trong tập 19) |
| Đinh Lạc Tư        |                                                               | Chị em gái (xuất hiện trong tập 19) |
| Quan Hạo Dương     |                                                               | Anh trai (xuất hiện trong tập 19) |
| Vĩ Liệt            |                                                               | Một trong những người đàn ông giàu có (xuất hiện trong tập 20) |
| Lý Khải Kiệt       |                                                               | Một trong những người đàn ông giàu có (xuất hiện trong tập 20) |

## Giai thoại
- Hầu hết diễn viên của bộ phim này là diễn viên giám chế Vương Vĩ Nhân thường dùng.
- Bộ phim này là bộ thứ hai Dương Minh đảm nhiệm nam chính thứ nhất sau bộ phim 《Đối tác hôn nhân》.
- Bộ phim này là bộ thứ ba Cao Hải Ninh đảm nhiệm nữ chính thứ nhất sau 《Đối tác hôn nhân》 và 《Đặc công C9》(chưa phát sóng).
- Đây phim truyền hình đầu tiên của Trần Hiểu Hoa ở TVB.
- Bộ phim này là lần thứ hai Dương Minh và Cao Hải Ninh đóng cặp sau 《Đối tác hôn nhân》, hai người cũng từng hợp tác ở 《Đơn luyến song thành》 và 《Ván bài định mệnh》, hai người trong hai bộ phim này là bạn tình một đêm và bạn tốt.
- Bộ phim này là lần thứ hai Lý Thành Xương và Dương Ngọc Mai đóng cai vợ chồng sau 《Bao Thanh Thiên tái khởi phong vân》.

## Ký sự
- Ngày 20.05.2019: Tổ chức họp báo công bố tạo hình ở xưởng Common Room TVB City số 77 đường Tuấn Tài khu công nghiệp Tướng Quân Áo lúc 12:30 (Giờ Hồng Kông).
- Ngày 06.06.2019: Bắt đầu quay phim.
- Ngày 12.06.2019: Cử hành bấm máy bái thần ở xưởng 13 TVB City TVB City số 77 đường Tuấn Tài khu công nghiệp Tướng Quân Áo lúc 12:00 (Giờ Hồng Kông).
- Ngày 08.08.2019: Hoàn thành quay phim.
- Ngày 10.07.2020: Hoạt động tuyên tuyền cho phim "Đăng nhập thế giới mạng".

## Tỉ suất xem đài
Tỷ suất xem đài tính bằng số lượt xem trong vòng 7 ngày của Đài Phỉ Thuý TVB và ứng dụng myTV SUPER trên tất cả các nền tảng:
| Tuần    | Số tập  | Ngày               | Rating trung bình | Rating cao nhất | Ghi chú |
| 1       | 1-5     | 13/07 - 17/07/2020 | 26.3 điểm         | 28.1 điểm       |         |
| 2       | 6-10    | 20/07 - 24/07/2020 | 27.6 điểm         | ... điểm        |         |
| 3       | 11-15   | 27/07 - 31/07/2020 | 28.2 điểm         | 28.9 điểm       |         |
| 4       | 16-20   | 03/08 - 07/08/2020 | 28.5 điểm         | 29.4 điểm       |         |
| 5       | 21-25   | 10/08 - 14/08/2020 | 29.1 điểm         | 29.3 điểm       |         |
| Cả phim | Cả phim | Cả phim            | 27.9 điểm         | 29.4 điểm       |         |